# Vorógovo (Vladímir)
|  | Per a altres significats, vegeu «Vorógovo». |

Vorógovo (en rus: Ворогово) és un poble de l'óblast de Vladímir, a Rússia, segons el cens del 2010 no tenia cap habitant. Pertany al districte municipal de Iúriev-Polski.